# Зубарєв Іван Олександрович
Іван Олександрович Зубарєв (нар. 1900, село Чемлиж Севського повіту Орловської губернії, тепер Севського району Брянської області, Російська Федерація — ?) — радянський діяч, новатор виробництва, робітник, майстер доменної печі № 3 Орджонікідзевського (Єнакієвського) металургійного заводу імені Серго Орджонікідзе Сталінської області. Депутат Верховної Ради СРСР 1-го скликання (з 1941 року).

## Біографія
Народився в бідній селянській родині. Батько помер на заробітках у Донбасі, мати наймитувала. З одинадцятирічного віку наймитував у поміщика й Іван Зубарєв. Після 1917 року працював у власному господарстві.
З 1919 по 1923 рік служив у Червоній армії. Учасник громадянської війни в Росії.
У 1923—1925 роках — селянин у селі Чемлиж Севського району. У 1925 році виїхав на Донбас.
З 1925 року працював чорноробом в доменному цеху Єнакієвського металургійного заводу. Закінчив професійно-технічні курси, потім без відриву від виробництва навчався у металургійному технікумі і в 1933 році здобув спеціальність техніка—доменщика.
Член ВКП(б) з 1930 року.
З 1933 року — майстер доменних печей № 5 і № 3 доменного цеху Орджонікідзевського (колишнього Єнакієвського і Риковського) металургійного заводу імені Серго Орджонікідзе Сталінської області. Керував стахановською школою в доменному цеху. Застосовував стахановський метод швидкісної плавки чавуну.